# Фрей-Лагонегру
Фрей-Лагонегру (порт. Frei Lagonegro) — муниципалитет в Бразилии, входит в штат Минас-Жерайс. Составная часть мезорегиона Вали-ду-Риу-Доси. Входит в экономико-статистический микрорегион Песанья. Население составляет 2963 человека на 2006 год. Занимает площадь 168,790 км². Плотность населения — 17,6 чел./км².

## Статистика
- Валовой внутренний продукт на 2003 год составляет 7 853 031,00 реалов (данные: Бразильский институт географии и статистики).
- Валовой внутренний продукт на душу населения на 2003 год составляет 2560,49 реалов (данные: Бразильский институт географии и статистики).
- Индекс развития человеческого потенциала на 2000 год составляет 0,612 (данные: Программа развития ООН).